# Omadaciclina
La omadaciclina, es vendida bajo la marca Nuzyra, es un antibiótico utilizado para tratar la neumonía adquirida en la comunidad y las infecciones de la piel y de las estructuras cutáneas  . Este medicamento se toma por vía oral o mediante inyección en vena .
Los efectos secundarios comunes de este medicamento  incluyen problemas hepáticos, presión arterial alta, dificultad para dormir, diarrea y dolor de cabeza. Otros efectos secundarios pueden ser reacciones alérgicas, decoloración de los dientes en menores de 8 años de edad e infección por Clostridioides difficile . Con este medicamento se trata de un antibiótico de tetraciclina de la subclase de las aminometilciclina .
Este medicamento se aprobó para uso médico en los Estados Unidos en 2018.  No está aprobada ni en el Reino Unido ni en Europa a partir de 2021 .  En los Estados Unidos, 14 días de tratamiento cuestan alrededor de 7.100 dólares estadounidenses a partir de 2021  .